# Isapiactis
Isapiactis is een geslacht van neteldieren uit de klasse van de Anthozoa (bloemdieren).

## Soort
- Isapiactis obconica (McMurrich, 1910)